# Phitszanulok
Phitsanulok [pʰít.sā.nú.lôːk]   listen) thaiul írva:  พิษณุโลก, angol átírással: Phitsanulok) város Thaiföld ÉNy-i részén. Az azonos nevű tartomány székhelye. Lakossága 72 ezer fő volt 2012-ben, az agglomerációval 84 ezer fő. 
A város mintegy félúton fekszik Bangkok és Chiang Mai között. Közlekedési csomópont. 
Már a 14. században volt itt egy település, amikor a Wat Phra Si Rattana Mahathat (templom) épült a Nan folyó partján. A szukhothaj-stílusú Phra Buddha szobor 14. századi, aranyozott bronzból készült. Az egész országból vonzza a zarándokokat és a vallási kellékek egész ipara épült rá. Körülötte a kerengőben Buddha-szobrok tucatjai sorakoznak. Az út túloldalán található a Wat Ratchaburana, amely freskóin Ramakien (az indiai Rámájana eposz helyi változata) jelenetei láthatók. A Sergeant Major Thawee Folk Museumban (Néprajzi Múzeum) a falusi kézművestermékek, állatcsapdák, mezőgazdasági eszközök láthatók. Az út túloldalán van a Buddha-öntöde, ahol meg lehet nézni, hogyan készülnek a Buddha-szobrok évszázadok óta.
A várostól 5 km-re délre található a Wat Chulamani ajutthajai-stílusú templom. A 15. században épült. Az innen kb. 60 km-re északnyugatra fekvő Szukhothaj Történelmi Park a kulturális világörökség része.

## Történelem
Phitsanulok Thaiföld egyik legrégebbi városa, amelyet több mint 600 évvel ezelőtt alapítottak. Phitsanulok az angkori korszakban a Khmer Birodalom egyik tartományi központja is volt.
Phitsanulok eredetileg a "Song Khwae" (szó szerint "Két folyó") nevet kapta, mivel a Nan és a Khwae Noi folyók között feküdt, bár a Khwae Noi folyó ma már a Nan folyóba ömlik, tíz kilométerre északra Phitsanuloktól. Az Északi Krónikák a Song Khwae alapítását "Srithampidok király" vagy I. Thammaracha szukhothai királyának tulajdonítják, a Nan folyó keleti partján. I. Thammaracha király a Wat Phra Si Rattana Mahathat-ot is felépítette, és híres Buddha-képeket öntött: Phra Buddha Chinnarat és Phra Buddha Chinnasri. Song Khwae háttérbe szorította Szukhothai jelentőségét, és 1378-ban a Szukhothai Királyság királyi székhelye lett. Szukhothai utolsó királyának 1438-ban bekövetkezett halála után Song Khwae uralkodójává Ayutthaya hercege, Ramesuan Ayutthaya hercege vált. Amikor Ramesuan herceget 1448-ban Ayutthaya Trailokanat királyává koronázták, Song Khwae és a Sukhothai Királyság az Ayutthaya Királyságba olvadt.
Az Ayutthaya-Lanna háború alatt Trailokanat király 1464-ben Song Khwae-ba költöztette rezidenciáját, és átnevezte a várost "Phitsanulok"-ra (a szanszkrit Vishnu és Loka "világ" szavakból). A várost nyugat felé a Nan folyó nyugati partjára terjeszkedett. A tizenhatodik században Phitsanulok volt az Uparaja vagy Ayutthaya trónörökösének székhelye, aki a nyugati parton lévő Chantana-palotában foglalt helyet. Maha Chakkraphat király 1548-ban támogatóját, Phra Pirenthorathep-et nevezte ki Phitsanulok "Thammaracha királyává", mint hódoltsági uralkodót. A burmai-sziámi háborúk idején Phitsanulok és a Sukhothai régió csatatérré vált Burma és Sziám között. Amikor Bayinnaung király 1563-ban megszállta Phitsanulokot, Thammaracha phitsanuloki király behódolt a burmaiaknak.
Thammaracha király, aki ekkor már Ayutthayában uralkodott, 1570-ben fiát, Naresuan herceget nevezte ki Phitsanulok Uparaja-jának. 1584-ben Naresuan herceg elrendelte a Szukhothai régió összes városának kiürítését, beleértve a déli Phitsanulokot is, a burmai invázió elleni felkészülés jegyében. Phitsanulokot elhagyták, amíg később, 1593-ban vissza nem állították, nem mint Uparaja székhelyet, hanem mint Muang Ek vagy első szintű várost, amelyet egy kormányzó tartott, és az északi régiókban a sziámi közigazgatás központja lett. Phitsanulok helytartói a "Chao Phraya Surasi" címet viselték. Ayutthaya 1767-es második bukása után Phitsanulok Chao Phra Fang, egy szerzetes uralma alá került, aki Fang (a mai Uttaradit) városából kiindulva helyi nagyúrnak nyilvánította magát. Thonburi királya, Taksin 1768-ban csapatokat küldött Phitsanulok elfoglalására, és Boonmát (a későbbi Maha Sura Singhanat herceget) nevezte ki Chao Phraya Surasinak, Phitsanulok kormányzójának.
Maha Thiha Thura burmai tábornok 1775-ben megostromolta Phitsanulokot. Chao Phraya Chakri (a későbbi I. Rama király) és testvére, Chao Phraya Surasi Boonma négy hónapig tartották a várost, míg végül a burmaiak kezére került. Phitsanulok ekkor teljesen elpusztult. A burmaiak 1785-ben ismét betörtek, és Phitsanulokot ideiglenesen elhagyták, mivel a munkaerőhiány miatt a város védtelen volt. A sorozatos háborúk után Phitsanulok romokban hevert és elnéptelenedett a XIX. században. A Phra Buddha Chinnasri képét 1829-ben a bangkoki Wat Baworn Niwetbe szállították. 1834-ben a phuan népet a laoszi Muang Phuanból deportálták, hogy újra benépesítsék Phitsanulokot és a környező városokat. Phitsanulok lassan helyreállt, és városi központtá vált. 

Chulalongkorn király reformjainak részeként, Phitsanulok lett a közigazgatási székhelye a phitsanuloki monthonnak Amikor 1932-ben eltörölték a monthonokat, Phitsanulok Phitsanulok tartomány fővárosa lett.
- Az 1957-es phitsanuloki tűzvész elpusztította a város régebbi részének nagy részét, amely akkoriban főként faépületekből állt.
- 1961. november 28-án a Chandra-palotában elkészült  Naresuan király szentélye.
- 1967 Január 25-én létrehozták a mai Naresuan Egyetem phitsanuloki kampuszát, mint a diplomaszintű Pedagógiai Főiskola északi ágát. 1974-ben a Neveléstudományi Főiskolát Srinakharinwirot Egyetemmé fejlesztették, Phitsanulok a hat campus egyike volt. 1990-ben a regionális kampuszok önálló egyetemekké váltak, és a phitsanuloki kampuszt a phitsanuloki születésű Nagy Naresuan királyról nevezték el.
- A Naresuan gátat 1976 és 1985 között építették a Nan folyón a Phitsanulok öntözési projekt részeként. A gátat úgy tervezték, hogy segítsen megelőzni a város elárasztását.
- 1999. március 8-án Phitsanulokot városi rangra emelték.

## Fordítás
- Ez a szócikk részben vagy egészben  a   Phitsanulok című angol Wikipédia-szócikk fordításán alapul.  Az eredeti cikk szerkesztőit annak laptörténete sorolja fel. Ez a jelzés csupán a megfogalmazás eredetét és a szerzői jogokat jelzi, nem szolgál a cikkben szereplő információk forrásmegjelöléseként.